# شهرستان پرووادیا
شهرستان پرووادیا (به بلغاری: Provadiya Municipality) یک شهرستان در بلغارستان است که در استان وارنا واقع شده‌است. شهرستان پرووادیا ۵۷۶٫۶ کیلومتر مربع مساحت و ۲۳٬۰۴۵ نفر جمعیت دارد.